# Akira Satō (photographe)
Pour les articles homonymes, voir Akira Satō.
Akira Satō (佐藤 明, Satō Akira, 1930-2002) est un photographe japonais, connu pour ses photographies de jeunes filles et d'Europe.

## Biographie
Akira Satō naît le 30 juillet 1930 à Tokyo, au Japon. Tandis qu'il étudie l'économie à l'université nationale de Yokohama, il est un avide lecteur de Life et autres magazines photographiques et de mode à la bibliothèque américaine CIE d'Hibiya. Diplômé en 1953, il se met à son compte un an plus tard, et se spécialise dans la photo de mode. À partir de 1956 environ, il se familiarise avec les nouvelles tendances de la photographie et participe à l'exposition de 1957 : 10人の眼 (Jūnin no me, litt. « Yeux de dix »).
De 1957 à 1961, Akira Satō fait partie, avec Shōmei Tōmatsu, Eikō Hosoe, Ikkō Narahara, Kikuji Kawada et Akira Tanno, du collectif de photographes Vivo, qui inspira, dans le Japon d'après-guerre, le mouvement photographique connu sous le nom d'École de l'image et influença profondément le style photographique japonais des années 1960 et 1970.
Satō tient une série d'expositions personnelles à compter de 1961, aux côtés de publications dans les magazines d'appareils photo. Il se spécialise dans les photographies en noir et blanc de jeunes filles: leurs visages en gros plan, leur corps en pleine nature.
En 1963, Satō se rend aux États-Unis puis en Europe, et retourne au Japon en 1965. Par la suite, il fait de nombreux voyages en Europe, notamment en Scandinavie et à Vienne, où il photographie principalement en couleur.
Satō meurt le 2 avril 2002.

## Albums
- Onna (女?), Tokyo, Chūōkoronsha, 1971.
- Hokuō sanpo (北欧散歩?), Alpha Art, 1977.
- Wīn gensō (ウィーン幻想?) / Wien, Tokyo, Heibonsha, 1989.
- Barokku anatomia (バロック・アナトミア?) / Anatomia Barocca. Tokyo : Treville, 1994.
- Firentse (フィレンツェ?) / Firenze. Tokyo, Kōdansha, 1997.
- Onna, soshite, byakuya (おんな・そして・白夜?) / Eves and White Nights, Tokyo, Nikkor Club, 1998, photographies en noir et blanc de jeunes filles, photographies couleur de la Scandinavie.
- Puraha (プラハ?) / Praha, Tokyo, Shinchōsha, 2003, collection posthume de photographies en noir et blanc.